# Гайн
Гайн (араб. غين‎) — девятнадцатая буква арабского алфавита. Образована от буквы айн, которую напоминает формой и названием. Гайн относится к лунным буквам.

## Произношение
Произносится в классическом арабском и некоторых диалектах как звонкий увулярный спирант /ʁ/ (похож на французское или немецкое «R»). Иногда произносится как звонкий велярный спирант /ɣ/ (как южнорусское и белорусское «г» либо «х» в русском «мох бы»). Напоминает по произношению аварскую букву "Гъ". В магрибском диалекте буква г̣айн читается как /q/.

## Формы
Стоящая в начале слова гайн пишется, как غـ; в середине слова — как ـغـ и в конце слова — ـغ.

## Абджадия
Букве соответствует число 1000.